# Вологда
Во̀логда е град в Русия, административен център на Вологодска област.
Включен е в състава на Сребърния пръстен на Русия.

## География
Разположен е на река Вологда, 500 km на север от Москва и на 600 km югоизточно от Санкт Петербург. Градът е важен транспортен център – шосеен и железопътен възел, аерогара.
Населението на града през 2012 година е 304 342 души.

## История
За пръв път градът се споменава през 1147 г. и заради това вологжаните го считат за връстник на Москва.
През XVI век Вологда става важен транзитен център във външната търговия на Русия с Англия и Холандия. В средата на същия век цар Иван Грозни имал намерението да превърне Вологда в столица и започнал активно каменно строителство в града. Легендата говори, че за неизпълнението на намерението му има причина – на главата му пада керемида от недостроения Софийски събор, което бива изтълкувано от Иван Грозни като лош знак, след което той се завръща обратно в Москва.
В 1612 г., в резултат на нападение на полски отряд, градът бива напълно изгорен и разграбен. При Петър I Вологда става една от главните държавни военни бази на Русия. Тук се пази военното и техническото оборудване за строящите се крепости и военни кораби. В града се строят кораби за доставка на припаси в Архангелск – главното пристанище на северните морета, но с основаването на Петербург търговското и стратегическото му значение рязко спада и той се превръща в обикновен провинциален град.
Възраждане на Вологда настъпва при прокарването на жп линия от Москва през 1872 г. Освен това от края на XIX век градът се превръща в място на заточения и получава прозвището „Подстоличен Сибир“. Сред заточените във Вологда се оказват И. В. Сталин, В. М. Молотов, Н. А. Бердяев, А. В. Луначарски (първият комисар на образованието), Б. В. Савинков (известен терорист), М. И. Улянова (сестрата на Ленин).
По време на Балканската война през 1912 година човек от Вологда се включва като доброволец в Македоно-одринското опълчение.
В началото на 1918 г. в резултат на подписания Брестки мирен договор и излизането на Русия от Първата световна война, а също заради непризнаването на съветската власт, във Вологда се установяват 11 посолства начело с американския посланик Дейвид Френсис и за около половин година градът се превръща в „дипломатическа столица на Русия“. Но през юли 1918 г. советската власт принуждава посланиците да напуснат Вологда и те се отправят в посока Архангелск.

## Днес
Днес Вологда е важен промишлен и културен център. В града са съхранени уникални паметници на дървената архитектура от XIX – XX век, много църкви и паметници на архитектурата. Заради това градът носи прозвищата „Перлата на Руския север“ и „Северната Фиваида“. Особена гордост са известните и извън пределите на Русия вологодско масло, вологодска дантела и вологодски лен.

## Известни личности
Родени във Вологда
- Нектарий (?-1626), духовник, архиепископ (1613 – 1616 и 1625 – 1626)
- Варлам Шаламов (1907 – 1982), писател

## Побратимени градове
- Зволе, Холандия
- Мишколц, Унгария
- Бургас, България